# El niño y el mundo
El niño  y el mundo (en portugués: O Menino e o Mundo) es una película animada brasileña de 2013 escrita y dirigida por Alê Abreu. Ha sido nominada en la 88.ª entrega de los Óscar en la categoría de Mejor película de animación. La película ya se ha vendido a más de 80 países
El niño y el mundo es uno de los cinco nominados para el Oscar a la mejor película de animación en la edición de Oscar 2016.

## Sinopsis
El personaje principal es un niño que un día sale del pueblo en la que vive, en busca de su padre. En su viaje de autodescubrimiento, encuentra seres extraños como máquina de animales y descubre el problema de la desigualdad social, tanto en el campo como en la industria, con el desempleo presentado por la automatización.

## Elenco
- Ale Abreu
- Vinicio García
- Emicida
- Melissa García
- Nana Vasconcelos

## Producción
La producción de El niño y el Mundo se inició en agosto de 2010. La película nació de un documental animado llamado Canto Latino. En la construcción el director de la película Ale Abreu dijo: "A menudo dicen que El niño y el mundo, nació en otra película en el momento en que trabajé en el desarrollo de un documental con la animación llamada "Canto Latino", que echó una mirada a la vida social, política y económica de América Latina, ya que nuestros países tienen una historia compartida de este tipo y cómo se trata en los días de la globalización". La película tuvo un apoyo de 750.000 reales del fondo para el cine del Banco Nacional de Desenvolvimento Econômico e Social.

## Técnica
Abreu intentó varias técnicas para crear el universo de fantasía en el que tiene lugar la historia. La creación de escenarios y personajes se hizo con crayones, cola y pinturas.
Sonidos y ruidos fueron creados específicamente para la película. Sonidos como animales, vientos, las máquinas y los sonidos que normalmente se registran sonidos en el mundo real, para luego ser editados e insertar en una película se recrearon en su totalidad con el fin de crear un lenguaje que representaría la percepción del niño. Cuando oímos el camión o una cigarra no es un camión o una cigarra real, pero suena totalmente a mano para transmitir cómo este niño percibiría el mundo que les rodea. Los únicos sonidos que escapan a esta regla son los truenos y la inundación de agua de la escena.

## Recepción
En Brasil la película se estrenó en los cines el 17 de enero de 2014. En los Estados Unidos todos los derechos de exhibición de la película fueron comprados por la empresa estadounidense GKids, para estrenarla en 2015. Según IMDb, se estrenó en EE. UU. el 15 de diciembre de 2015. La película ya se ha vendido a 80 países, incluyendo importantes mercados como el de Canadá y Japón.
El niño y el mundo tuvo baja recaudación de entradas en los cines brasileños, con una asistencia de 3.891 espectadores en sus dos primeros días de la estela. En total, la película fue vista por 35.000 personas en los cines brasileños. Sin embargo, la película anduvo bien en Francia. Lanzada en 2014, tuvo más de 100 mil espectadores.

## Premios
La película ganó el premio Cristal al mejor largometraje en el 38.º Festival Internacional de Cine de Animación de Annecy en Francia, considerado el premio más grande en la animación mundial. Fue el segundo año consecutivo que una película brasileña recibió el premio más importante del festival, ganado en 2013 por Luiz Bolognesi con Una historia de amor y furia. La animación de Ale Abreu también ganó el premio del público en Annecy.
El niño y el mundo también ganó el Gran Premio de Monstra - Festival de Cine de Animación de Lisboa y varios otros festivales de cine y el entretenimiento en todo el mundo. En total, 34 premios, incluyendo el Premio Platino a Mejor Película de Animación en el 2015.
También fue nominado en las categorías de mejor animación independiente, mejor dirección de arte y mejor música en la 43.ª edición del Premio Annie en Estados Unidos.
El 14 de enero de 2016, el Academia de Artes y Ciencias Cinematográficas mostró la película para competir en el Oscar 2016 en la categoría  mejor animación. Haciendo historia en el cine brasileño, como la primera película de animación nominada al Oscar a la mejor película de animación.

## Recepción y Los críticos
La película tuvo reconocimiento nacional e internacional.
Daniel Schenker de O Globo dijo: " A contramano del exhibicionismo tecnológico, Ale Abreu presenta una animación hecha a mano, dotada de unas pocas (e ininteligibles) líneas, que se centra en la sensibilidad del espectador. El director (también responsable del guión y el montaje) cuenta la historia un niño que deja el mundo en busca de su padre en un viaje que le lleva a encontrar realidades muy diferentes de las suyas. Creado en un ambiente bucólico, la vida marcada por el ritmo contemplativo del campo, que se enfrenta a la velocidad desenfrenada, la contaminación mira, el consumo excesivo y la congestión del ambiente urbano"
Según Bruno Carmel AdoroCinema "El niño y el mundo también impresiona con su mezcla de técnicas, incluyendo el collage, coches realizadas en ordenador (que representan la desigualdad social) e incluso imágenes de estilo documental de ser árboles cortada en los bosques. a lo largo de la banda sonora de factores sociales, compuesta por el rapero Emicida, resulta notable la ambición de esta película de entretener mientras se establece un mensaje muy claro acerca de la sociedad actual que es evidente. Tal vez los niños no puedan entender todas las referencias históricas, mas no es necesario: una simple toma de conciencia de las desigualdades como mensaje central es ya un aspecto raro y precioso entre tantas producciones prefieren martillo en la cabeza de la pequeña de los valores de amor misma familia"